# Bozeat
Bozeat är en ort och civil parish i Storbritannien.   Den ligger i grevskapet Northamptonshire och riksdelen England, i den södra delen av landet, 90 km norr om huvudstaden London. Bozeat ligger 84 meter över havet och antalet invånare är 1 748.
Terrängen runt Bozeat är platt. Runt Bozeat är det tätbefolkat, med 659 invånare per kvadratkilometer. Närmaste större samhälle är Northampton, 14,6 km väster om Bozeat. Trakten runt Bozeat består till största delen av jordbruksmark.